# Tostedt
Tostedt (dolnoniem. Töst) – gmina w Niemczech, w kraju związkowym Dolna Saksonia, w powiecie Harburg, siedziba gminy zbiorowej Samtgemeinde Tostedt, obejmującej dziewięć okolicznych gmin. Posiada ponad 900-letnią historię. Tostedt poza funkcją centrum mikroregionu jest też sypialnią Hamburga – ponad 4 tys. osób dojeżdża codziennie do pracy w metropolii. Miasto tonie w zieleni, okolica sprzyja pieszym i rowerowym wędrówkom.

## Współpraca
- Lubaczów, Polska
- Morlaàs, Francja

## Osoby urodzone w Tostedt
- Karl Korsch – wybitny filozof marksistowski XX wieku